# Passionsspelen i Oberammergau
Passionsspelen i Oberammergau är passionsspel som uppförs i Oberammergau vart 10:e år.
Passionsspelen förekom redan tidigare i Oberammergau efter mönster av de i Augsburg och Nürnberg, då pesten 1632-1633 fick byborna att lova att vart 10:e år uppföra Kristi lidandes historia. Så skedde och 1634 gavs det första passionsspelet. Från 1680 förlades spelen till varje jämnt avslutat decennium, en ordning som sedan endast frångåtts undantagsvis av tvingande skäl som krig, förbud och liknande. 1934 ägde ett jubileumsspel rum.
Uppförandet ägde till en början rum under pingsten, numera spelas från maj till oktober. I början var kyrkogården skådeplats och arrangemangen primitiva. Den första verkliga passionsspelsteatern invigdes 1820. Den var uppförd enligt traditionell grundplan, i huvudsak bibehållen i den 1890 uppförda teatern. 
Den äldsta bevarade texten till dramat som brukats härrör från 1662 (utgiven 1910). Till grund för denna text ligger ett passionsspel från 1400-talet. 1815 verkställdes en genomgripande omarbetning av Ottmar Weiss i Ettal (1771-1843). 1850 skedde en språklig och poetisk revidering av texten av Joseph Alois Daisenberger. Musiken komponerades 1811 av Rochus Dedler. Särskilt efter 1850 kom passionsspelen i Oberammergau att vinna världsrykte.
Bland de många skådespelare som uppträtt i spelen märks Tobias Flunger, Jospeh Mayr, Anton Lang, Thomas Rendl, Andres Lang, Jakob Mayr, Johann Lang, Sebastian Lang, Hugo Rutz, Georg Lechner, Johannes Zwink, Guido Mayr, Franziska Flunger, Anna Flunger, Rosa Lang och Martha Veit.